# Stefano Dionisi
Stefano Dionisi (Roma, Itàlia; 1 d'octubre de 1966) és un actor italià.

## Biografia
Va rebre classes d'actuació al teatre La Scaletta, a Roma. Després d'estudiar, va emprendre alguns viatges a Nova York i a l'Índia.
El seu debut com a actor va tenir lloc amb la pel·lícula per a la televisió Rose (1986). Després, va obtenir el paper principal en la pel·lícula Farinelli - Voce regina (Farinelli, il castrato, 1994), que li va valer un Premi David de Donatello especial. Més tard, va actuar al costat de Marcello Mastroianni en el film Sostiene Pereira (1995), basat en la novel·la d'Antonio Tabucchi. Posteriorment, va participar en la pel·lícula Bámbola (1996), de Bigas Luna. Va participar, el 2005, en la pel·lícula francoitaliana Antonio Vivaldi, un prince à Venise, dirigida per Jean-Louis Guillermou, on va interpretar el paper del compositor.

## Filmografia parcial
- 1994 Farinelli - Voce regina (Farinelli, il castrato) - director: Gérard Corbiau
- 1995 Joseph - director: Roger Young
- 1995 Sostiene Pereira - director: Roberto Faenza
- 1996 Bambola - director: J. J. Bigas Lluna
- 2000 Il partigiano Johnny - director: Guido Chiesa
- 2000 Senar ho sonno (Insomni) - director: Dario Argento
- 2002 El misteri de Ginostra - director: Manuel Pradal
- 2006 Antonio Vivaldi, un prince a Venise - director: Jean Louis Guillermou
- 2007 Era mio fratello - director: Claudio Bonivento
- 2007 Caccia segreta - director: Massimo Spano
- 2008 Una mare - director: Massimo Spano